# کریس آبانی
کریس آبانی (انگلیسی: Chris Abani؛ زادهٔ دسامبر ۱۹۶۶) پدیدآور، شاعر، استاد اهل نیجریه است.
وی همچنین برندهٔ جوایزی همچون کمک‌هزینه گوگنهایم و جایزه ادگار شده‌است.
کریستوفر آبانی شاعر، رمان‌نویس و نمایش‌نامه‌نویس در دسامبر ۱۹۶۶ در نیجریه به دنیا آمد. پدرش از قوم ایگبو بود و مادرش تبار انگلیسی داشت. نخستین رمان‌اش را در ۱۹۸۵ منتشر کرد و بابت انتشارش شش ماه به زندان افتاد. پی‌رنگ این داستان مهیج سیاسی با نام Masters of the Board به کودتایی گوشه می‌زد که همان اواخر در نیجریه صورت گرفته بود و این منجر شد به محاکمه کریس جوان به اتهام تلاش برای براندازی حکومت. پس از آزادی نوشتن را ادامه داد که حاصل آن کتاب سیروکو۲ (۱۹۸۷) و البته یک سال زندان بود. این‌بار که از حبس درآمد، چندین و چند نمایش‌نامه با مضامین ضددولتی نوشت که به مدت دو سال در خیابان‌های اطراف اداره‌های دولتی اجرا می‌شدند. سومین دوره زندان با حکم اعدام نیز همراه بود؛ اما دوستان‌اش سبیل برخی مقامان را چرب کردند تا او را برهانند. بلافاصله کریس به بریتانیا کوچید و تا ۱۹۹۹ همان‌جا ماند. او که در دانشگاه دولتی ایمو در نیجریه زبان انگلیسی و مطالعات ادبی خوانده بود از کالج برک بک دانشگاه لندن نیز با مدرک کارشناسی ارشد جنسیت و فرهنگ فارغ‌التحصیل شد پس از آن به ایالات متحده نقل مکان کرد و تاکنون در همین کشور به زندگی و فعالیت خود ادامه داده‌است. آبانی در آمریکا هم تحصیلات خود را ادامه داده و دانش‌آموخته کارشناسی ارشد زبان انگلیسی و دکترای ادبیات و نگارش خلاقانه از دانشگاه کارولینای جنوبی است. او در دانشگاه نورث وسترن شهر شیکاگو به تدریس مشغول است. آبانی تاکنون شش رمان کوتاه و بلند و چند مجموعهٔ شعر نوشته، که هر یک بازتابی انسانی و یگانه از وضعیت اجتماعی و سیاسی آفریقا و آفریقاییان است. آثار او به فرانسه، اسپانیایی، آلمانی، سوئدی، رومانیایی، و برخی دیگر از زبان‌های اروپایی ترجمه شده‌اند. سرزمین بخشش۳ (۲۰۰۴)، باکره شعله‌ها۴ (۲۰۰۷)، تاریخ سری لاس‌وگاس (۲۰۱۴) دیگر رمان‌های او هستند که به ویژه سرزمین بخشش جوایز ادبی پرشماری را برای آبانی به ارمغان آورد. دو رمان کوتاه او با نام‌های ابیگیل شدن ۶ (۲۰۰۶) و نغمه شبانه (۲۰۰۷) نیز با تحسین منتقدان روبه‌رو شدند. کریس آبانی تاکنون موفق به دریافت جایزه آزادی قلم انجمن پن آمریکا (۲۰۰۱)، جایزه پرینس کلاوس هلند برای ادبیات فرهنگ (۲۰۰۱)، جایزه بنیاد همینگوی (۲۰۰۵)، جایزه آزاد کتاب پن (۲۰۰۸)، جایزه ادگار (۲۰۱۴) و بسیاری جوایز و تقدیرنامه‌های ادبی دیگر شده‌است.